# 贺兰山繁缕
贺兰山繁缕（学名：Stellaria alaschanica）是石竹科繁缕属的植物，为中国的特有植物。分布在中国大陆的甘肃、宁夏、青海等地，生长于海拔2,050米至3,200米的地区，常生长在山坡及云杉林下，目前尚未由人工引种栽培。

## 异名
- Stellaria uda F. N. Williams var. pubescens Y. W. Tsui et L. H. Zhou